# Почесний працівник гідрометслужби України
Нагрудний знак «Почесний працівник гідрометслужби України» — заохочувальна відзнака Гідрометслужби України.

## Про нагороду
Нагрудний знак було затверджено у 1999 р. Комісією державних нагород та геральдики при Президентові України як галузеву нагороду Гідрометслужби України. Вручалася протягом 1999—2012 рр. працівникам оперативних підрозділів (метеостанцій, гідрологічних станцій) та керівного апарату за вагомі досягнення в роботі із забезпечення населення та галузей економіки держави гідрометеорологічною інформацією, а також вченим, які зробили значний внесок у гідрометеорологічну науку.
Вручалася до 2012 р., коли згідно з Указом Президента України від 30.05.2012 р. № 365/2012 відбулася оптимізація у системі відомчих заохочувальних знаків.